# Alpenklassieker 1996
De 6e editie van de Franse wielerwedstrijd Alpenklassieker (Frans: Classique des Alpes 1996) vond plaats op 1 juni 1996. De renners kregen 189 kilometer voor de wielen. De volgende beklimmingen waren opgenomen in het parcours: Col des Egaux (na 16 km, categorie 2), Col de la Cluze (45 km, categorie 2), Côte de Saint-Pierre-de-Chartreuse (65 km, categorie 2), Col de Cucheron (68,5 km, categorie 1), Col du Granier (86,5 km, categorie 1), Col du Frene (125 km, categorie 1), Col de Plainpalais (156 km, categorie 1), Col du Revard (163,5 km, categorie 2) en tot slot de afdaling naar Aix-les-Bains. 

## Uitslag
| rang | renner            | land       |
| ---- | ----------------- | ---------- |
| 1    | Laurent Jalabert  | Frankrijk  |
| 2    | Luc Leblanc       | Frankrijk  |
| 3    | Íñigo Cuesta      | Spanje     |
| 4    | Richard Virenque  | Frankrijk  |
| 5    | Patrick Jonker    | Australië  |
| 6    | Bjarne Riis       | Denemarken |
| 7    | Fernando Escartín | Spanje     |
| 8    | Miguel Indurain   | Spanje     |
| 9    | Jens Heppner      | Duitsland  |
| 10   | Bo Hamburger      | Denemarken |

1991 · 1992 · 1993 · 1994 · 1995 · 1996 · 1997 · 1998 · 1999 · 2000 · 2001 · 2002 · 2003 · 2004